# Cavalheiros da Rua de Nova Iorque
Street Riders NYC ou Cavalheiros da Rua de Nova Iorque é um coletivo formado em junho de 2020 durante o período de agitação civil em torno da morte de George Floyd.
O grupo originou-se em parte da necessidade dos ciclistas para proteger outros manifestantes da prisão. Fundado por Orlando Hamilton e Peter Kerre, o grupo reúne mais de 10.000 ciclistas para protestos semanais em todos os bairros de Nova York, buscando aumentar a conscientização sobre o racismo sistêmico e a brutalidade policial. Composto inteiramente por voluntários, o grupo tem seus próprios médicos, mecânicos e bloqueadores de tráfego disponíveis para assistência durante a viagem.

## Lista de corridas de justiça
1. Brooklyn
2. Brooklyn
3. 20 de junho de 2020 (começou em Times Square, Manhattan; terminou em Wagner Park, Manhattan)
4. 27 de junho de 2020
5. 4 de julho de 2020
6. 11 de julho de 2020 (iniciado no Brooklyn Museum, Brooklyn)
7. 18 de julho de 2020 (começou no Unisphere em Flushing Meadows Park, Queens; terminou em Manhattan)
8. 25 de julho de 2020
9. 1º de agosto de 2020 (começou no monumento Daniel Webster no Central Park, Manhattan; terminou em Manhattan)
10. 8 de agosto de 2020
11. 15 de agosto de 2020
12. 22 de agosto de 2020 (começou em John Paul Jones Park, Bay Ridge, Brooklyn; terminou em McCarren Park, Brooklyn)
13. 5 de setembro de 2020 (começou em Prospect Park, Brooklyn; terminou em Central Park, Manhattan)
14. 3 de outubro de 2020 (iniciado em Bryant Park, Manhattan)
15. 10 de outubro de 2020